# Меморіальна премія імені Астрід Ліндґрен
Меморіальна премія Астрід Ліндґрен (англ. Astrid Lindgren Memorial Award, ALMA) — шведська премія за досягнення в літературі для дітей та юнацтва.
Заснована урядом Швеції 2002 року на честь видатної дитячої письменниці Астрід Ліндґрен, з метою посилити інтерес до дитячої літератури у світі та зробити її доступнішою для дітей. Премія вручається щорічно. Призовий фонд – 5 млн шведських крон (450 000 євро).
Лауреатами премії можуть стати письменники, ілюстратори, диктори чи організації з усього світу, незалежно від мови чи національності. Їхні твори повинні мати високий художній рівень та відповідати гуманістичним ідеалам і цінностям, що їх демонструє творчість Астрід Ліндґрен. Якщо мова йде про організацію, то оцінюється тривалість та результативність її роботи. На номінування не впливають такі фактори як обсяг продажів книжок чи попередні нагороди номінанта. 
Премія не вручається посмертно.
Претенденти на премію не можуть номінувати себе самі. Рішення про висунення кандидатур приймає журі на основі подання різних організацій. Переможця також визначає журі. До його складу входять 12 осіб. Це експерти з дитячої літератури, автори, ілюстратори, бібліотекарі та критики. Серед членів журі є також один представник родини Ліндґрен.

## Вимоги до номінантів
На здобуття цієї премії можуть номінуватися письменники, ілюстратори, диктори, чиї роботи близькі по духу стилю творчості Астрід Ліндґрен.

## Мета нагороди
Головною метою нагороди є посилення інтересу до дитячої та юнацької літератури й збільшенню доступу до неї дітям у всіх куточках світу.

## Лауреати

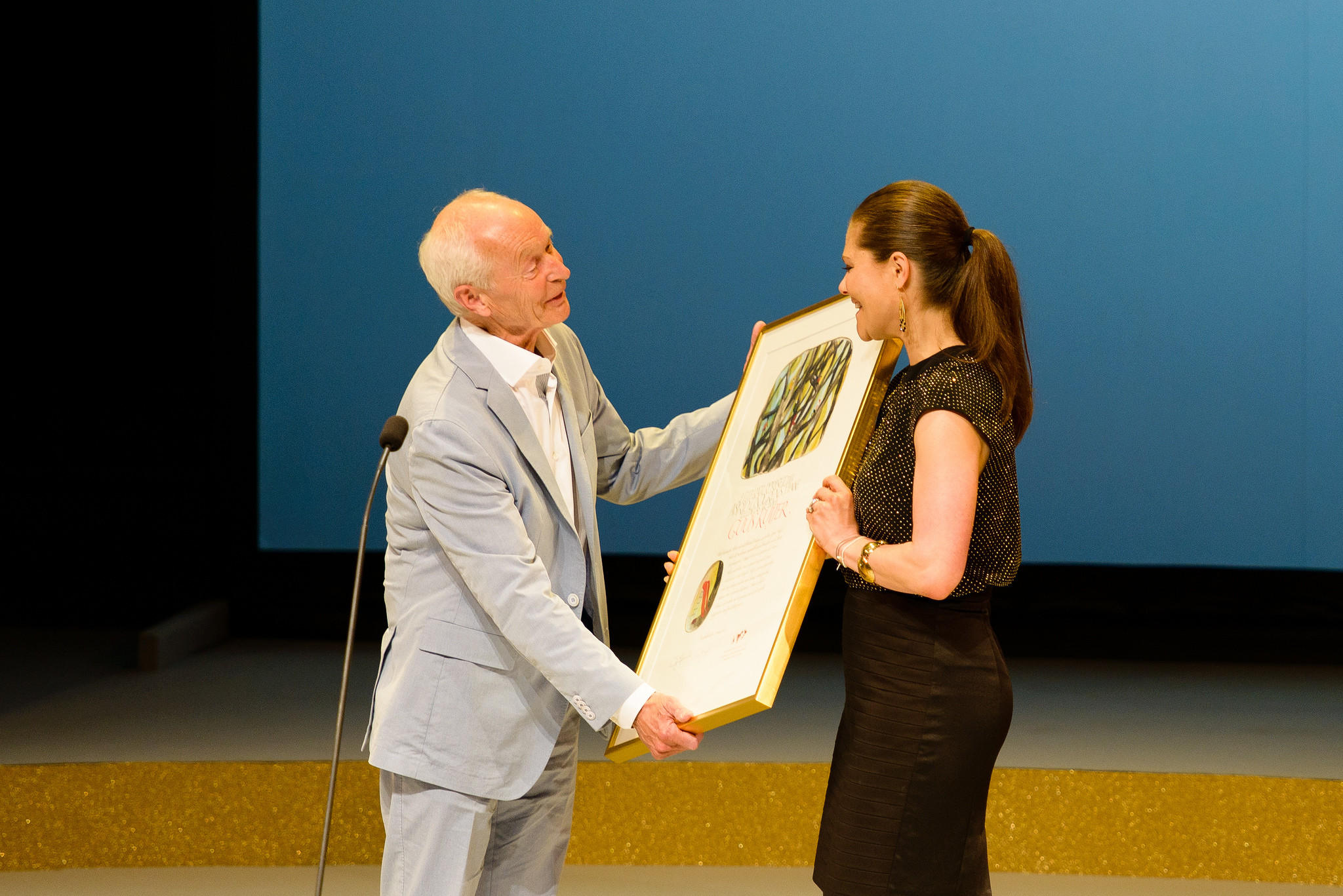
Кронпринцеса Швеції Вікторія вручає премію Ґуусу Куєру, 2012 рік

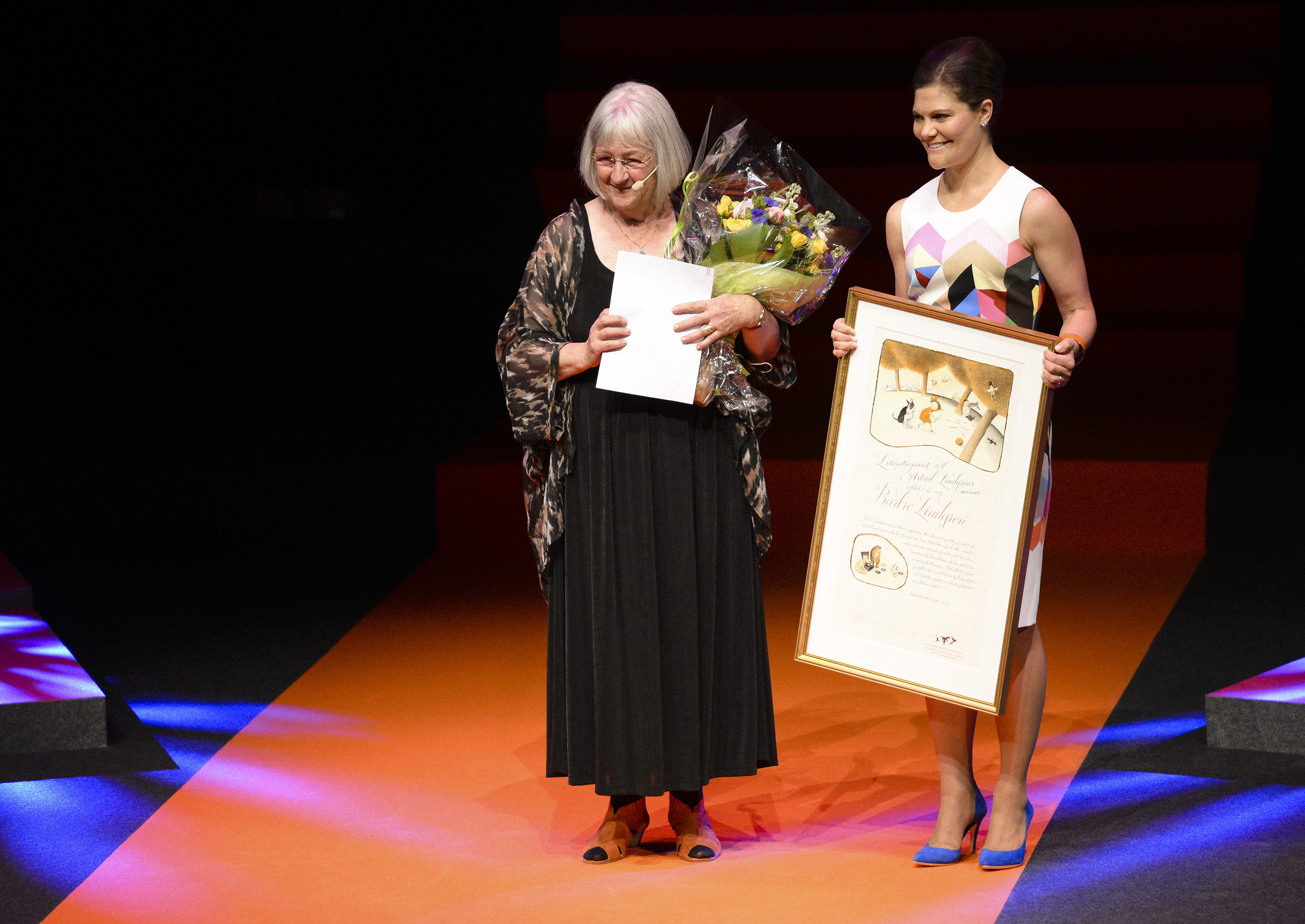
Кронпринцеса Швеції Вікторія вручає премію Барбро Ліндґрен, 2014 рік

- 2003 — Моріс Сендак (англ. Maurice Sendak), письменник та ілюстратор, США
- 2003 — Кристин Нестлінґер (нім. Christine Nöstlinger), письменниця, Австрія
- 2004 — Лижія Божунга (Lygia Bojunga), письменниця, Бразилія
- 2005 — Філіп Пуллман (англ. Philip Pullman), письменник, Велика Британія
- 2005 — Риджі Араї(Ryôji Arai), ілюстратор, Японія
- 2006 — Кетрін Патерсон (англ. Katherine Paterson), письменниця, США
- 2007 — «Книжковий банк» (ісп. Banco del Libro), організація, Венесуела
- 2007 — Ана Ортіс(Ana Ortiz),актриса,США
- 2008 — Соня Гартнетт (англ. Sonya Hartnett), письменниця, Австралія
- 2009 — Tamer Institute, організація, Рамалла
- 2010 — Кітті Кроутер[en], письменниця, Бельгія
- 2011 — Шон Тан (англ. Shaun Tan), художник-ілюстратор, Австралія
- 2012 — Ґуус Куєр (Guus Kuijer) (Нідерланди)
- 2013 — Ісоль (Isol) (Аргентина)
- 2014 — Барбро Ліндґрен (Barbro Lindgren) Швеція
- 2015 — «Project for the Study of Alternative Education in South Africa» (PRAESA), ПАР[1][2]
- 2016 — Меґ Рософф (англ. Meg Rosoff) Велика Британія
- 2017 — Вольф Ерльбрух (нім. Wolf Erlbruch) Німеччина[3]
- 2018 — Жаклін Вудсон (Jacqueline Woodson), США[4][5]
- 2019 — Барт Муярт (Bart Moeyaert), Бельгія[6][7][8]
- 2020 — Гі-на Баек (Hee-na Baek), Південна Корея[9][10]
- 2021 — Жан-Клод Мурлева (Jean-Claude Mourlevat), Франція[11]
- 2022 — Ева Ліндстрьом (Eva Lindström), Швеція[12]
- 2023 — Лорі Голс Андерсон (Laurie Halse Anderson), США[13][14].